# Beth Beglin
Beth Beglin, née le 2 avril 1957 à Teaneck dans le New Jersey, est une joueuse de hockey sur gazon américaine.

## Carrière
Beth Beglin fait partie de l'équipe des États-Unis de hockey sur gazon féminin médaillée de bronze aux Jeux olympiques de 1984 à Los Angeles. Lors des Jeux olympiques d'été de 1988, elle termine à huitième place.